# Minds
Minds（マインズ）は、ブロックチェーンに基づく、オルトテックのソーシャル・ネットワーキング・サービス。
Mindsは、主流のソーシャルメディアネットワークよりも、プライバシーを重視していると言われている。 